# Иван Стоянов (революционер)
Вижте пояснителната страница за други личности с името Иван Стоянов.
Иван (Ване) Стоянов с псевдоним Кирил е български революционер, деец на Вътрешната македоно-одринска революционна организация и на Вътрешната македонска революционна организация.

## Биография
Иван Стоянов е роден през 1887 година в Цер, тогава в Османската империя. Влиза във ВМОРО и в 1905 става четник при Боби Стойчев. От 1907 година е четник на Пандо Сидов, а в 1908 година на Алексо Стефанов, на когото е секретар до Младотурската революция през юли същата година. В 1910 година по покана на Тодор Александров отива в Кочанско в четата на Иван Бърльо. Участва в голямото сражение при село Баня, Кочанско. В 1911 година става самостоятелен войвода в Битолски Демирхисар. През пролетта на 1912 година действа заедно с гяватколския войвода Димитър Проданов. Участва Балканската война и Междусъюзническата война.
След окупацията на Вардарска Македония от Сърбия Стоянов се включва в съпротивата на ВМОРО. В 1915 година взима участие във Валандовската акция. В същата година четата му устройва засада на сърбоманския войвода Йован Долгач и го ликвидира заедно с цялото му жандармерийско отделение.
Участва в Първата световна война, след която отново е войвода на ВМРО в Битолско. В 1923 година е с четата на Александър Протогеров и Георги Попхристов в Битолско и през септември е делегат на окръжния конгрес в планината Томор.
Убит е при междуособните борби в Организацията на 21 януари 1930 година в София.
На 9 март 1943 година вдовицата му Мария Стоянова, като жителка на София, подава молба за българска народна пенсия, която е одобрена и пенсията е отпусната от Министерския съвет на Царство България.